# 森本孝順
森本 孝順（もりもと きょうじゅん、1902年（明治35年）11月17日 - 1995年（平成7年）6月19日）は、律宗の僧侶。第81世唐招提寺長老（住職に相当）。律宗管長。
奈良県磯城郡生まれ。10歳で京都の壬生寺に入寺。大谷大学卒。1940年、奈良県五條市の講御堂寺、住職就任。以後、講御堂寺を自坊とす。荒廃していた唐招提寺の再興に尽くし、1946年、長老に就任。1980年、鑑真和上坐像（国宝）の中国里帰りを実現。1983年、130年ぶりに戒壇を復興した。